# Mistrzostwa NCAA Division I w Zapasach w 1965
Mistrzostwa NCAA Division I w zapasach rozgrywane były w Laramie w dniach 25–27 marca 1965 roku. Zawody odbyły się w War Memorial Fieldhouse, na terenie Uniwersytetu Wyoming.
- Outstanding Wrestler – Yōjirō Uetake

## Wyniki

### Drużynowo
| Kolejność | Szkoła                    | Zespół         |
| --------- | ------------------------- | -------------- |
| 1.        | Iowa State University     | Cyclones       |
| 2.        | Oklahoma State University | Cowboys        |
| 3.        | Lehigh University         | Mountain Hawks |
| 4.        | University of Oklahoma    | Sooners        |
| 5.        | University of Michigan    | Wolverines     |
| 6.        | Arizona State University  | Sun Devils     |

### All American

#### 115 lb
| Lp. | Zawodnik       | Szkoła         |
| --- | -------------- | -------------- |
| 1.  | Masaaki Hatta  | Oklahoma State |
| 2.  | Glenn McMinn   | Arizona State  |
| 3.  | Ernie Gillum   | Iowa State     |
| 4.  | Rich Warnke    | Lehigh         |
| 5.  | Jay Windfelder | Penn State     |
| 6.  | James Garcia   | Colorado       |

#### 123 lb
| Lp. | Zawodnik        | Szkoła           |
| --- | --------------- | ---------------- |
| 1.  | Mike Caruso     | Lehigh           |
| 2.  | Bob Fehrs       | Michigan         |
| 3.  | Roger Sebert    | Iowa State       |
| 4.  | Denis Dutsch    | Oklahoma State   |
| 5.  | Rick Kelvington | Minnesota State  |
| 6.  | Allen Peterson  | Washington State |

#### 130 lb
| Lp. | Zawodnik        | Szkoła         |
| --- | --------------- | -------------- |
| 1.  | Yōjirō Uetake   | Oklahoma State |
| 2.  | Joe Peritore    | Lehigh         |
| 3.  | Don Behm        | Michigan State |
| 4.  | Ron Jones       | Iowa State     |
| 5.  | Alna Siegel     | California     |
| 6.  | Bill Johannesen | Michigan       |

#### 137 lb
| Lp. | Zawodnik    | Szkoła         |
| --- | ----------- | -------------- |
| 1.  | Bill Stuart | Lehigh         |
| 2.  | Wayne Hicks | Navy           |
| 3.  | Bob Buzzard | Iowa State     |
| 4.  | Gene Davis  | Oklahoma State |
| 5.  | Mike Sager  | Oklahoma       |
| 6.  | Bob Robbins | Army           |

#### 147 lb
| Lp. | Zawodnik      | Szkoła            |
| --- | ------------- | ----------------- |
| 1.  | Veryl Long    | Iowa State        |
| 2.  | Joe Bavaro    | Gettysburg        |
| 3.  | Mark Scureman | Army              |
| 4.  | Buzz Hays     | Arizona State     |
| 5.  | Lee Deitricks | Michigan          |
| 6.  | Jim Crider    | Northern Colorado |

#### 157 lb
| Lp. | Zawodnik        | Szkoła         |
| --- | --------------- | -------------- |
| 1.  | Bob Kopinsky    | Maryland       |
| 2.  | Bill Lam        | Oklahoma       |
| 3.  | Gordon Hassman  | Iowa State     |
| 4.  | Clayton Beattie | Illinois       |
| 5.  | Mike Reding     | Oklahoma State |
| 6.  | Geoff Stephens  | Cornell        |

#### 167 lb
| Lp. | Zawodnik       | Szkoła       |
| --- | -------------- | ------------ |
| 1.  | Greg Ruth      | Oklahoma     |
| 2.  | Len Kauffman   | Oregon State |
| 3.  | Vic Marucci    | Iowa State   |
| 4.  | Ken Haltenhoff | Yale         |
| 5.  | Marty Strayer  | Penn State   |
| 6.  | Bob Anderson   | Adams State  |

#### 177 lb
| Lp. | Zawodnik        | Szkoła         |
| --- | --------------- | -------------- |
| 1.  | Tom Peckham     | Iowa State     |
| 2.  | Bill Harlow     | Oklahoma State |
| 3.  | Charles Tribble | Arizona State  |
| 4.  | Roger Mickish   | Oklahoma       |
| 5.  | Jerry Swope     | Lock Haven     |
| 6.  | Chris Stowell   | Michigan       |

#### 191 lb
| Lp. | Zawodnik      | Szkoła         |
| --- | ------------- | -------------- |
| 1.  | Jack Brisco   | Oklahoma State |
| 2.  | Dan Pernat    | Wisconsin      |
| 3.  | Bob Spaly     | Michigan       |
| 4.  | Allen Keller  | Colorado State |
| 5.  | Al Rozman     | Western State  |
| 6.  | Lenard Hansen | Utah State     |

#### Open
| Lp. | Zawodnik       | Szkoła         |
| --- | -------------- | -------------- |
| 1.  | Jim Nance      | Syracuse       |
| 2.  | Russ Winer     | Oklahoma State |
| 3.  | Dick Arrington | Notre Dame     |
| 4.  | Bob Broughton  | Utah State     |
| 5.  | Ted Tuinstra   | Iowa State     |
| 6.  | Mike Koeller   | Michigan       |